# هیره انگورفرنگی
هیره انگورفرنگی (نام علمی: Cecidophyopsis ribis) نام یک گونه از زیرراسته پیش‌روزنان است.